# Колония
Вижте пояснителната страница за други значения на колония.
Колония се нарича зависима в политическо и икономическо отношение на територия на земното кълбо, владение на чужда държава. Това е един от инструментите на империализма за разширяване на влиянието и териториите си. Колониите нямат независимо интернационално представителство и се управляват от малка прослойка, представители на колониализиралата територията държава.
Исторически причините за възникването на колониите са разнообразни:
- Находища на полезни изкопаеми и скъпоценни камъни
- Плодородни земи
- Човешки ресурси, евтина работна ръка, предимно роби
- Стратегическо местоположение

Много често жителите на колонията нямат никакви граждански права. Официалният език обикновено е езикът на колонизаторите и в много редки случаи местният език на коренното население.
Колониите започват постепенно да се разпадат след Втората световна война.

## Примери за колонии

### В древността
- Асирия първоначално е колония на Вавилон
- Картаген е финикийска колония
- Кирена е колония на гърците от Санторин (Тира)
- Неапол възниква като гръцка колония

### След Втората световна война
- Индия е доминион на Британската империя до 1947 г.
- Родезия формално е колония на Британската империя до 1980 г.
- Корея е бивша колония на Япония
- Филипините са колония на САЩ до 1946 г.

### Съвременни колонии
През 2009 година Комитетът по деколонизацията към ООН счита, че 16 територии на Земята нямат автономно управления и трябва да се деколонизират. Някои от тях са Ангуила, Бермудски острови, Гибралтар, Гуам, Малвински острови, Американска Самоа и други. Макар че сега те се наричат зависими територии или друг съвременен термин по същността си са колонии. С най-много колонии е Англия – 10, следвана от САЩ с 3.